# Viktor Hammar
Viktor Hammar, född i 14 oktober 1880 i Färnebo socken, död 22 augusti 1958 i Södertälje, var en svensk uppfinnare.
Viktor Hammar var son till verkmästaren Gustaf Olsson. Efter studier vid Filipstads lägre allmänna läroverk 1891-1895 och Filipstads bergsskola 1895-1896 var han elev vid AB Bofors-Gullspång 1896-1898 och utexaminerades från Örebro tekniska skola. Hammar anställdes 1902 som ritare vid AB Bofors-Gullspång, var därefter från 1907 anställd vid Bethlehem Steel Co i USA men återkom 1908 till Sverige där han blev konstruktör vid AB Bofors-Gullspångs ritkontor. Han blev 1921 överingenjör och chef för konstruktionskontoret, och var 1933-1946 teknisk direktör. Från 1946 verkade han som konsult inom det vapentekniska området.
Under 1920-talet konstruerade Hammar fältartilleripjäser som genom ett halvautomatiskt laddningssystem och en ny typ av fjädringssystem blev mycket populära och av Bofors exporterades till flera andra länder. Under 1930-talet arbetade han främst med luftvärnskanoner och var den som ledde utvecklandet av Bofors 40 mm automatkanon.
Viktor Hammar tilldelades 1932 Ingenjörsvetenskapsakademiens guldmedalj. Han blev 1938 ledamot av Krigsvetenskapsakademien, 1939 korresponderande ledamot av Örlogsmannasällskapet, 1940 ledamot av Ingenjörsvetenskapakademin och tilldelades 1941 Arnbergska priset. 1945 blev han hedersledamot av Ingenjörsvetenskapsakademien.